# Archilochus colubris
Il colibrì golarubino (Archilochus colubris (Linnaeus, 1758)) è un piccolo uccello appartenente alla famiglia Trochilidae, diffuso nel Nord e Centro America.

## Descrizione

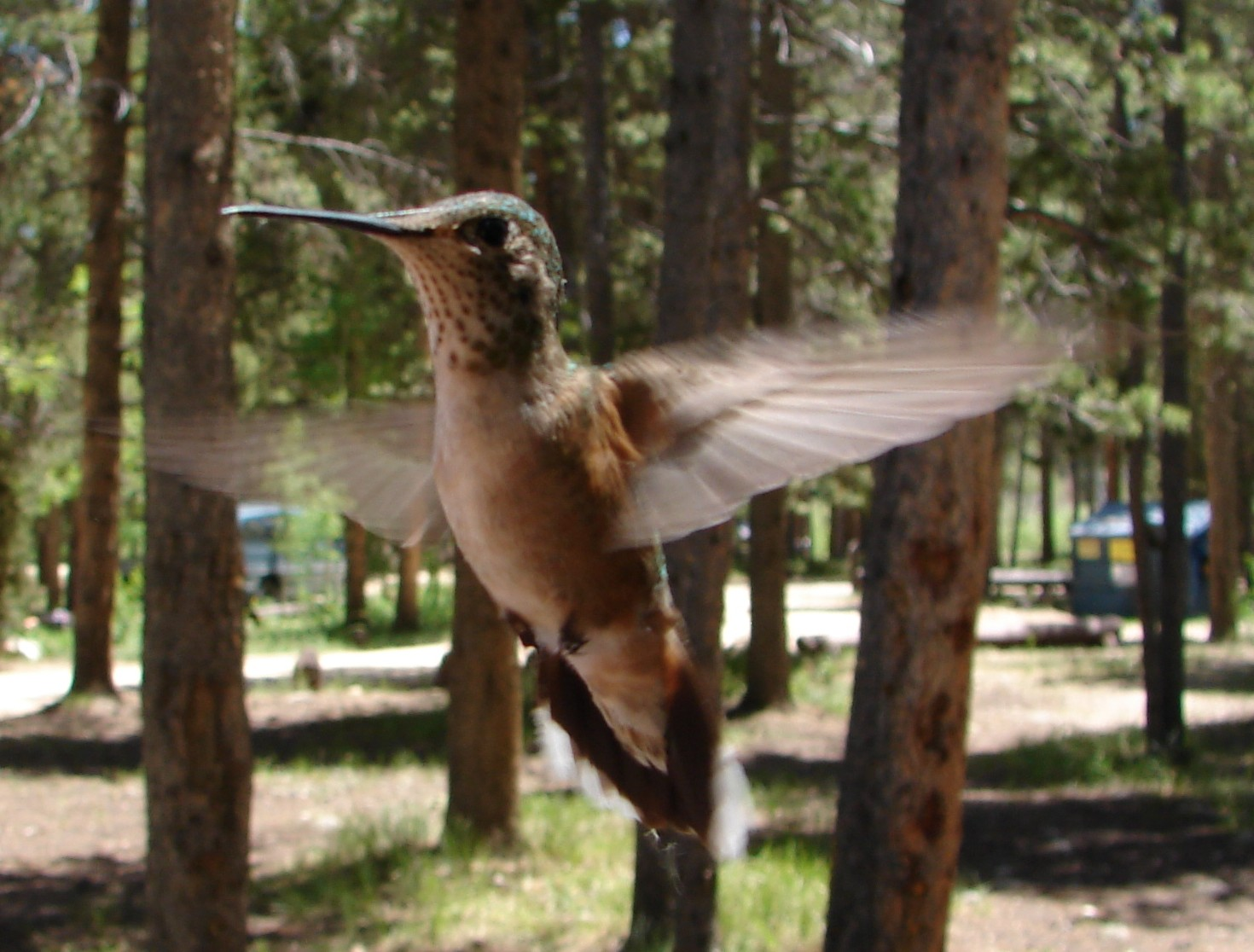
Femmina di Archilochus colubris

I colibrì golarubino sono uccelli di piccole dimensioni. Raggiungono al massimo la lunghezza di nove centimetri, il peso si aggira attorno ai tre grammi e l'apertura alare è circa 7-9 centimetri. Il piumaggio è diverso nei due sessi: il maschio è verde iridescente sulla parte superiore del corpo, sulla gola è di un intenso rosso rubino e sulle parti inferiori è bianco con sfumature verdi vicino all'attaccatura delle ali; la femmina ha colori più scialbi, è verde sul dorso, sul capo e sulle ali, bianca nelle parti inferiori compresa la gola e le punte delle ali. Anche le code sono differenti: quella del maschio è forcuta, mentre quella della femmina è squadrata. Il becco è lungo e appuntito.

## Biologia
I colibrì golarubino sono attivi durante il giorno. Sono uccelli solitari ed i maschi anche molto territoriali. Non esitano a cacciare via i propri simili che invadono il territorio con colpi di becco e di zampe. In caso di freddo eccessivo, può abbassare le proprie funzioni vitali fino ad entrare in uno stato di torpore simile all'ibernazione. Nonostante le piccole dimensioni, durante le migrazioni (che coprono circa 3000 chilometri) la maggior parte sorvola il Golfo del Messico, coprendo i circa 850 chilometri senza mai posarsi;
alcuni individui però riescono a percorrerne anche 1000 senza soste. Per fare questo raddoppiano il proprio peso nelle settimane prima della partenza.
Oltre ad avere sensi sviluppati come il tatto e l'olfatto, questi colibrì vedono sia nello spettro del visibile sia nello spettro dell'ultravioletto. Le ali si muovono in media ad una velocità di novanta battiti al secondo. I colibrì sono responsabili dell'impollinazione di alcune specie di fiori.

### Voce
Il tipico verso del colibrì golarubino è un rapido cinguettio stridulo, modulato in varie intensità ascendenti.

### Alimentazione
Il nettare è il cibo principale di questa specie, che ricava da numerose specie di piante come l'ippocastano, il gelsomino americano, alcune specie di caprifoglio e di silene. Oltre al nettare si ciba di piccoli insetti, di ragni e della linfa di alcuni alberi, sfruttando i fori praticati dai picchi.

### Riproduzione
Il colibrì golarubino è un uccello poligamo che si accoppia tra marzo e luglio. Il maschio attira la femmina con un corteggiamento molto serrato. Quando la femmina entra nel territorio di un maschio, questo inizialmente le mostra le piume rosse sulla gola; se ciò non ha effetto, si esibisce in evoluzioni aeree, tuffandosi vicino al capo della femmina dopo aver ripetuto numerosi giri della morte; quindi si lancia velocissimo di fronte alla possibile partner (le ali battono 200 volte al secondo). Se la femmina apprezza ripiega le ali e alza la coda. Dopo essersi accoppiati i due si separano.
La femmina d'ora in poi si occuperà di tutto il necessario. Costruirà un nido su un albero con ramoscelli, resina e, talvolta, ragnatele e germogli. Deporrà da una a tre uova che coverà per 10-15 giorni. I piccoli verranno nutriti con insetti, piuttosto che con il nettare, perché contengono più proteine per facilitare la crescita. I piccoli abbandoneranno il nido a circa 25 giorni dalla schiusa.

### Predatori
Gatti domestici e rapaci diurni come lo sparviero americano sono i principali predatori del colibrì golarubino. A questi si aggiungono l'averla e la ghiandaia azzurra americane. Per la bellezza del piumaggio questi uccelli sono ricercati dai collezionisti.

## Distribuzione e habitat
Il suo areale va dal Canada centro-meridionale (dalla provincia dell'Alberta alla Nuova Scozia) agli Stati Uniti (a est del 100º meridiano). Lo si incontra nei Caraibi (da Cuba alle Bahamas) come punti di passaggio durante la migrazione. Poi si stabilisce nelle zone comprese tra il Messico (stati centrali) e Panama.
È un uccello che d'estate si incontra nelle vicinanze degli insediamenti umani, nei giardini, nei frutteti e nei campi, o nelle pinete e nelle foreste di alberi decidui. In inverno, quando migra, può essere scorto ai margini delle foreste tropicali, vicino a specchi d'acqua, negli agrumeti o lungo le siepi fiorite.
Un appuntamento particolare per gli appassionati dei colibrì golarubino è la Rockport-Fulton HummerBird Celebration, che si tiene annualmente a metà settembre vicino a Corpus Christi. Nella loro migrazione meridionale, prima del volo sopra il Golfo del Messico, i colibrì si fermano sulla costa del Texas, dove gli abitanti locali preparano appositi nutritori con acqua zuccherata in modo da attirare gli uccelli e anche un folto pubblico di spettatori.